# Ctenidiosomus perplexus
Ctenidiosomus perplexus är en loppart som beskrevs av Tipton et Machado 1972. Ctenidiosomus perplexus ingår i släktet Ctenidiosomus och familjen Pygiopsyllidae. Inga underarter finns listade i Catalogue of Life.